# Сан Грегорио да Сасола
Сан Грего̀рио да Са̀сола (на италиански: San Gregorio da Sassola) е село и община в Централна Италия, провинция Рим, регион Лацио. Разположено е на 420 m надморска височина. Населението на общината е 1578 души (към 2010 г.).